# Agnieszka Soin
Agnieszka Anna Soin z domu Miller (ur. 9 lutego 1977 w Szczytnie) – polska polityk, menedżer i samorządowiec, posłanka na Sejm VIII, IX i X kadencji.

## Życiorys
W 2002 ukończyła studia na Wydziale Administracji Uniwersytetu Warmińsko-Mazurskiego w Olsztynie. Została także absolwentką studiów podyplomowych w zakresie: BHP (Politechnika Warszawska, 2005), prawa pracy (Akademia Leona Koźmińskiego, 2007), public relations i komunikacji oraz doradztwa zawodowego (Szkoła Główna Handlowa w Warszawie, 2008). Uzyskała również akredytację Aspley Business School of London, EMBA w Wyższej Szkole Menedżerskiej. W latach 90. pracowała w Stowarzyszeniu Rzemieślników, m.in. jako wydawca biuletynu. Przez 15 lat pracowała jako doradca personalny i zawodowy. Została prezesem w spółce prawa handlowego Profas, zajmującej się pośrednictwem pracy. Była również fundatorem i członkiem rady Fundacji Wspierania Inicjatyw Społecznych.
Działała w młodzieżówce Stowarzyszenia Polskich Chrześcijańskich Demokratów oraz w Prawicy Rzeczypospolitej, w której radzie naczelnej zasiadła w 2014. W wyborach samorządowych w tym samym roku z listy PiS z powodzeniem kandydowała na radną Warszawy. Pełniła funkcję wiceprzewodniczącej Komisji Infrastruktury i Inwestycji.
Bezskutecznie kandydowała w wyborach parlamentarnych w 2015 z listy PiS w okręgu nr 3 (Wrocław), zdobywając 3537 głosów i zajmując czwarte niemandatowe miejsce. Później odeszła z Prawicy Rzeczypospolitej i przystąpiła do Prawa i Sprawiedliwości. W wyborach samorządowych w 2018 została wybrana na radną warszawskiej dzielnicy Śródmieście.
W czerwcu 2019 weszła w skład Sejmu VIII kadencji, zastąpiła w nim wybraną do Europarlamentu Beatę Kempę (po uprzedniej odmowie przyjęcia mandatu poselskiego przez trzy kolejne osoby z listy PiS: starostę oławskiego Zdzisława Brezdenia, radną wojewódzką Małgorzatę Calińską-Mayer i przewodniczącego sejmiku dolnośląskiego Andrzeja Jarocha). 12 czerwca 2019 złożyła ślubowanie poselskie. W wyborach w tym samym roku z powodzeniem ubiegała się o poselską reelekcję, otrzymując 14 716 głosów. W 2023 została wybrana do Sejmu X kadencji z wynikiem 18 645 głosów. W 2024 z ramienia PiS bezskutecznie startowała w wyborach do Parlamentu Europejskiego z okręgu nr 12.

## Wyniki w wyborach
| Wybory | Komitet wyborczy                | Komitet wyborczy       | Organ               | Okręg          | Wynik        |
| ------ | ------------------------------- | ---------------------- | ------------------- | -------------- | ------------ |
| 2014   |                                 | Prawo i Sprawiedliwość | Rada m.st. Warszawy | nr 1           | 2755 (3,94%) |
| 2015   | Sejm VIII kadencji              | Prawo i Sprawiedliwość | nr 3                | 3527 (0,67%)   |              |
| 2018   | Rada Dzielnicy Śródmieście      | Prawo i Sprawiedliwość | nr 4                | 2942 (7,06%)   |              |
| 2019   | Sejm IX kadencji                | Prawo i Sprawiedliwość | nr 3                | 14 716 (2,25%) |              |
| 2023   | Sejm X kadencji                 | Prawo i Sprawiedliwość | nr 3                | 18 645 (2,40%) |              |
| 2024   | Parlament Europejski X kadencji | Prawo i Sprawiedliwość | nr 12               | 8667 (0,76%)   |              |

## Życie prywatne
Mężatka, ma dwoje dzieci.